# Bettina Redlich
Bettina Redlich (* 19. Dezember 1963 in Innsbruck) ist eine österreichische Schauspielerin und Synchronsprecherin.

## Leben
Bettina Redlich besuchte bis 1977 die Innsbrucker Schauspielschule und anschließend Susi Nicolettis Musical-Schule in Wien. Zwei Jahre später spielte sie am Schauspielhaus Bochum in der Uraufführung von Herbert Achternbuschs Susn. Es folgten Theaterengagements in München, Wien und Zürich.
Ihre erste Fernsehrolle erhielt Redlich in der Serie Der Millionenbauer. Bekannt wurde sie durch die Fernsehserie Die Hausmeisterin als Christa, Tochter der von Veronika Fitz verkörperten Titelfigur. Seitdem wirkte sie in über 90 Film-und-Fernsehproduktionen mit. Daneben war sie auch in Kino-Erfolgen wie Caroline Links Oscar-prämiertem Film Nirgendwo in Afrika und Oliver Hirschbiegels Der Untergang zu sehen. In den zu Marcus H. Rosenmüllers Trilogie gehörenden Filmen Beste Zeit und Beste Gegend spielte sie die Mutter einer der beiden Hauptfiguren „Jo“, dargestellt von Rosalie Thomass. 2008 übernahm sie in Jo Baiers Liesl Karlstadt und Karl Valentin die Rolle der älteren Liesl Karlstadt, die als junge Frau von Hannah Herzsprung gespielt wird. In der Serie Der Alte spielte sie als Sabine Kress zeitweise die Tochter von Kriminalhauptkommissar Leo Kress (Rolf Schimpf). In der Telenovela Sturm der Liebe spielte sie zeitweise die Mutter des Tierarztes und Bürgermeisters Henry Achleitner (Patrick Dollmann).
Redlich arbeitet außerdem im Hörfunk für den Bayerischen Rundfunk und ist die deutsche Synchronstimme von Juliette Binoche in Der Husar auf dem Dach sowie von Anne Krigsvoll in der Fernsehserie Lilyhammer. Im Singspiel auf dem Nockherberg spielte Redlich im Jahr 2009 die Rolle der FDP-Politikerin Sabine Leutheusser-Schnarrenberger.
Redlich lebt mit ihrer Familie in der Nähe von München.

## Filmografie (Auswahl)

### Schauspielerin
- 1980–1988: Der Millionenbauer (Fernsehserie, 4 Folgen, verschiedene Rollen)
- 1981: Zuhaus in fremden Betten (Fernsehfilm)
- 1984: Rambo Zambo (Fernsehfilm)
- 1984: Die Schöffin
- 1984: Mensch Bachmann (Miniserie)
- 1984–2014: SOKO München (Fernsehserie, 11 Folgen, verschiedene Rollen)
- 1985: Die Schwarzwaldklinik (Fernsehserie, Folge: Die Mutprobe)
- 1986–2014: Der Alte (Fernsehserie, 7 Folgen, verschiedene Rollen)
- 1986: Polizeiinspektion 1 (Fernsehserie, 2 Folgen)
- 1986: Derrick (Fernsehserie, Folge: Naujocks trauriges Ende)
- 1987–1992: Die Hausmeisterin (Fernsehserie)
- 1987: Hans im Glück (Fernsehserie, 2 Folgen)
- 1988: Eichbergers besondere Fälle (Fernsehserie, 1 Folge)
- 1988: Starke Zeiten
- 1989: Verkaufte Heimat (Mehrteiler)
- 1990: Hotel Paradies (Fernsehserie, 2 Folgen)
- 1993: Rußige Zeiten (Fernsehserie, 1 Folge)
- 1994–1998: Peter und Paul (Fernsehserie)
- 1994: Ein unvergessliches Wochenende … am Tegernsee
- 1995: Die Fernsehsaga – Eine steirische Fernsehgeschichte (Fernsehfilm)
- 1996–2018: Der Komödienstadel (Fernsehreihe, 6 Folgen, verschiedene Rollen)
- 1997: Frauenarzt Dr. Markus Merthin (Fernsehserie, 1 Folge)
- 1997: Sophie – Schlauer als die Polizei (Fernsehserie, 1 Folge)
- 1998: Der Bulle von Tölz: Tod in Dessous (Fernsehreihe)
- 1999: Dr. Stefan Frank – Der Arzt, dem die Frauen vertrauen (Fernsehserie, Folge: Gefrorene Träume)
- 1999–2003: Die Verbrechen des Professor Capellari (Fernsehreihe, 2 Folgen, verschiedene Rollen)
- 2001: Wambo (Fernsehfilm)
- 2001: Die Manns – Ein Jahrhundertroman (Mehrteiler)
- 2001: Schlosshotel Orth (Fernsehserie, 1 Folge)
- 2001: Jenny & Co. (Fernsehserie, 1 Folge)
- 2001: Powder Park
- 2001: Nirgendwo in Afrika
- 2002: Tatort: Der Fremdwohner (Fernsehreihe)
- 2002: Café Meineid (Fernsehserie, 1 Folge)
- 2002: Kommissar Rex (Fernsehserie, 1 Folge)
- 2003–2019: Um Himmels Willen (Fernsehserie, 3 Folgen, verschiedene Rollen)
- 2003: Für alle Fälle Stefanie (Fernsehserie, 1 Folge)
- 2003–2018: Die Rosenheim-Cops (Fernsehserie, 3 Folgen, verschiedene Rollen)
- 2004: Küstenwache (Fernsehserie, 1 Folge)
- 2004: Die Kirschenkönigin (Mehrteiler)
- 2004: Der Untergang
- 2004–2021: SOKO Kitzbühel (Fernsehserie, 6 Folgen, verschiedene Rollen)
- 2005: Jetzt erst recht! (Fernsehserie, 1 Folge)
- 2005: Grenzverkehr
- 2005–2010: Forsthaus Falkenau (Fernsehserie, 5 Folgen)
- 2005: 11er Haus (Miniserie)
- 2005: Vier Frauen und ein Todesfall (Fernsehserie, 1 Folge)
- 2006: Eva Zacharias
- 2007: Beste Zeit
- 2007: Tatort: A gmahde Wiesn
- 2008: Beste Gegend
- 2008: Liesl Karlstadt und Karl Valentin (Fernsehfilm)
- 2009: Die Rebellin
- 2009: Tatort: Baum der Erlösung
- 2009: Tatort: Um jeden Preis
- 2010: Garmischer Bergspitzen (Fernsehfilm)
- 2010: Eine Sennerin zum Verlieben
- 2011: Herzflimmern – Die Klinik am See (Fernsehserie, 127 Folgen)
- 2011: Wer wenn nicht wir
- 2011–2015: SOKO Wien (Fernsehserie, 2 Folgen, verschiedene Rollen)
- 2012: Die Garmisch-Cops (Fernsehserie, Folge: Doppeltes Spiel)
- 2012: Schnell ermittelt (Fernsehserie, 1 Folge)
- 2012: Kommissarin Lucas – Die sieben Gesichter der Furcht (Fernsehreihe)
- 2012: Tatort: Der tiefe Schlaf
- 2012–2014, 2018: Dahoam is Dahoam (Fernsehserie, 56 Folgen)
- 2013: Bad Fucking
- 2014: Beste Chance
- 2015: München 7 (Fernsehserie, 1 Folge)
- 2017: Ein Dorf rockt ab
- 2019: In aller Freundschaft (Fernsehserie, Folge: Große Kinder, große Sorgen)
- 2019–2020: Sturm der Liebe (Fernsehserie, 18 Folgen)
- 2019: Bettys Diagnose (Fernsehserie, Folge: Ihr schönster Tag)
- 2020: Hubert ohne Staller (Fernsehserie, 1 Folge)
- 2020: Hochzeitsstrudel und Zwetschgenglück (Fernsehfilm)
- 2022: Broll + Baroni – Für immer tot (Fernsehfilm)
- 2022: Marie fängt Feuer – Die Feuertaufe (Fernsehreihe)
- 2023: Familie Anders: Willkommen im Nest (Fernsehreihe)
- 2024: Lena Lorenz: Kreuz und queer (Fernsehreihe)
- 2024: Lena Lorenz: Das Leben ist jetzt (Fernsehreihe)
- 2024: Marie fängt Feuer – Aufbruch ins Ungewisse (Fernsehreihe)
- 2024: Marie fängt Feuer – Neuanfänge (Fernsehreihe)
- 2024: Marie fängt Feuer – Herz über Kopf (Fernsehreihe)
- 2024: Watzmann ermittelt (Fernsehserie, 1 Folge)
- 2024: Marie fängt Feuer – Hitzewelle (Fernsehreihe)
- 2025: Spuren (Miniserie)
- 2025: Marie fängt Feuer – Verschüttet (Fernsehreihe)
- 2025: Marie fängt Feuer – Lokale Gewitter (Fernsehreihe)

### Synchronsprecherin

#### Filme
- 1998: Für Juliette Binoche in Alice & Martin als Alice
- 2002: Für Salma Hayek in Frida als Frida Kahlo
- 2002: Für Marie Richardson in Die fünfte Frau als Maja Thysell
- 2005: Für Tracey Ullman in Ein Königreich für ein Lama 2 – Kronks großes Abenteuer als Fräulein Birdwell
- 2007: Für Marie Richardson in Wallanders letzter Fall als Maja Thysell
- 2013: Für CCH Pounder in Chroniken der Unterwelt – City of Bones als Madame Dorothea
- 2014: Für Julie White in Wild Card – Eine Nacht in Las Vegas als Richterin Hockett

#### Serien
- 2003: Für Rosie O’Donnell in Für alle Fälle Amy als Richterin Nancy Paul
- 2008: Für Harriet Walter in Agatha Christie’s Poirot als Honoria Bulstrode
- 2010–2012/2015: Für Harriet Walter in Law & Order: UK als DI Natalie Chandler
- 2014: Für Ann Dowd in True Detective als Betty Childress
- 2014: Für Beth Grant in Justified als Mother Truth

## Theater (Auswahl)
- Schauspielhaus Bochum
- Volkstheater München
- Bayerisches Staatsschauspiel
- Wiener Burgtheater
- Schauspielhaus Zürich